# Century Plaza Towers
Century Plaza Towers son dos torres idénticas de 44 pisos, 571 pies de altura. Las torres gemelas están ubicadas en 2029 y 2049 Century Park East, en el distrito financiero Century City de Los Ángeles (Estados Unidos).

## Historia
Las torres se terminaron en 1975 y fueron diseñadas por Minoru Yamasaki. Las torres usan el mismo estilo de las torres del World Trade Center con sus líneas verticales de color gris y negro, pero en vez de tener el exterior de granito, el exterior de Century Plaza es de aluminio. Las torres tienen una forma de prisma triangular, y son una vista que se divisa claramente en todo el Oeste de Los Ángeles. Su importancia en la Century City se ha reducido en los últimos años con la adición de nuevos rascacielos que bloquean en parte su vista. Century Plaza Towers siguen siendo los edificios más altos de Century City y los rascacielos más altos en el sur de California fuera del Centro de Los Ángeles. Las torres se sitúan encima de uno de los garajes subterráneos más grandes del mundo con una capacidad de cerca de 5.000 coches.

## Véae también
- Anexo:Edificios más altos de Los Ángeles

- Datos: Q1982044
- Multimedia: Century Plaza Towers, Los Angeles / Q1982044